# Patrick Asselman
Patrick Asselman (30 oktober 1968) is een Belgische oud-voetballer en huidig voetbaltrainer.

## Carrière

### Speler
Asselman werd als jonkie in Oost-Vlaanderen opgepikt door de jeugdscouts van Anderlecht, dat hem grotendeels opleidde. Hij debuteerde in eerste klasse in 1988 bij Racing Mechelen. De jonge aanvaller verkaste na twee seizoenen naar Standard Luik. Hij speelde er de eerste seizoenen regelmatig maar begon dan te lijden onder de concurrentie met  Marc Wilmots, Henk Vos en vooral het doorbrekende jonge talent Michaël Goossens. In 1993 won Asselman met Standard de Beker van België. In de finale mocht hij invallen voor Frans van Rooij.
In 1994 trok Asselman naar KV Mechelen. Maar na reeds één seizoen mocht de aanvaller vertrekken. Hij tekende een contract bij Vitoria Guimaraes maar een zwaar motorongeval en een kapotte knie maakten dat dit contract werd ontbonden door de club. Op het einde van het seizoen 1995-1996 maakte hij een comeback bij FC Denderleeuw in 3e klasse, waar zijn vader trainer was. Hij loodste de club via de eindronde naar 2e klasse en ook het volgende seizoen maakte hij samen met de Oost-Vlaamse club furore in 2e klasse. Aan het einde van dat seizoen, toen de club in volle running was voor de titel, verkaste hij alsnog naar Portugal, deze keer naar CS Marítimo Funchal, de club van het vakantie-eiland Madeira. Bij deze club bleef hij tot december 1999. Daarna keerde hij terug naar België en sloot zich opnieuw aan bij FC Denderleeuw EH, zijn ex-club die intussen een fusie achter de rug had. In 2002 zette hij een punt achter zijn carrière.

### Trainer
Na zijn spelerscarrière stapte Asselman opnieuw het voetbalmilieu in, ditmaal als coach. In 2004 ging hij aan de slag bij KSV Bornem, maar lang bleef hij er niet actief. In 2005 keerde hij terug naar de club waar hij als speler was begonnen. Maar ook bij Racing Mechelen bleef hij niet lang aan het roer. In 2008 werd hij aan de zijde van trainer Johan Boskamp assistent-coach bij FCV Dender EH. Maar de samenwerking tussen Asselman en Boskamp verliep niet van een leien dakje. De twee heren leefden openlijk in onmin met elkaar. Het bestuur van de club kreeg de moeilijke opdracht om een van de twee heren aan de deur te zetten, want zo kon de situatie niet verder. Maar uiteindelijk besloot Boskamp zelf om op te stappen, waarna Asselman hoofdcoach werd bij Dender. Op het einde van het seizoen degradeerde de club naar de Tweede Klasse, maar Asselman zakte mee en bleef trainer.
Op 26 januari 2010 maakte Dender bekend de samenwerking met Asselman stop te zetten. Van oktober tot december 2010 was Asselman aan de slag bij RFC Tournai. Later was hij trainer van KE Appelterre-Eichem en assistent-trainer van Emilio Ferrera bij OH Leuven en werkte hij voor de jeugd van RSC Anderlecht.
In 2018 keerde Asselman terug naar zijn voormalige club Standard Luik, waar hij video-analist werd van Michel Preud'homme en later Philippe Montanier. Na het ontslag van Montanier werd Asselman assistent van de nieuwe trainer Mbaye Leye. Begin oktober 2021 werd Leye ontslagen en kort daarna ook Asselman.

## Erelijst
Standard Luik
- Beker van België

1993